# Enciclopedia ebraica
L’Enciclopedia ebraica (ebraico: האנצקלופדיה העברית) è un'opera enciclopedica completa, in lingua ebraica, pubblicata verso la seconda metà del XX secolo.

## Storia
L'idea di creare una enciclopedia ebraica prese forma nell'estate del 1944. Fu quindi creato un comitato consultivo per definire gli obiettivi principali dell'opera. Il primo volume fu pubblicato verso l'estate del 1948, in concomitanza con la fondazione dello Stato di Israele, il presidente onorario di tale progetto fu il presidente di Israele Chaim Weizmann.
Il primo volume includeva le voci da Aleph (א), fino ad Australia (אוסטרליה). La prima fotografia che appare nel volume è un ritratto della Dichiarazione d'indipendenza israeliana. L'ultima voce dei 32 volumi era Tishri (תשרי).
L'introduzione dell'enciclopedia era:
Tuttavia la scrittura dell'enciclopedia continuò per altri trenta anni. Solo nel 1980, più di un quarto di secolo dopo la data prevista, la pubblicazione fu completata. In totale, l'enciclopedia è composta da 32 volumi. Durante la scrittura della enciclopedia, venne aggiunto un volume complementare che integra i primi 16 volumi; nel 1985, cinque anni dopo il completamento, venne aggiunto un indice a stampa e, nel 1995, un terzo volume supplementare. Sono stati inoltre pubblicati due volumi integrativi riguardanti Israele e la Terra di Israele.
Nel corso degli anni, l'Enciclopedia ebraica cambiò diversi redattori: Joseph Klausner, Benzion Netanyahu, Yeshayahu Leibowitz, Nathan Rotenstreich, Yehoshua Gutman e Joshua Prawer. Il supervisore editoriale in tutto il volume è stato Alexander Plai. Più di 2.500 autori hanno partecipato alla stesura dell'enciclopedia, tra i quali molti scienziati e leader israeliani, e molti degli articoli sono stati firmati dai loro autori.
Durante la stesura, l'enciclopedia ricevette numerosi riconoscimenti, al punto che numerose personalità pensavano che la loro importanza dipendesse dalla loro inclusione nella enciclopedia. Plai Bracha, editrice dell'opera, raccontò in seguito un significativo aneddoto sull'approccio ricevuto da un autore che aveva minacciato il suicidio qualora non fosse stato annoverato nell'enciclopedia.
I volumi più recenti sono stati scritti negli anni novanta e curati da David Shacham ma duramente criticati per il loro tono post-sionista. La Schocken Publishing House sta attualmente lavorando a una nuova edizione riveduta della enciclopedia.

## Caratteristiche
La natura dell'enciclopedia si riflette nel suo sottotitolo: "Generale, l'ebraismo e Israele". L'opera copre tutti i temi di carattere generale, ma è indiscutibile il suo accento sugli aspetti ebraico-israeliani: più di ogni altra cosa gli articoli abbracciano tutte le tematiche riguardanti Israele, gli ebrei e l'ebraismo. Così l'enciclopedia si prende cura di sottolineare in ogni articolo biografico l'ebraicità della persona, anche quando questo aspetto non è rilevante nella sua vita, come nel caso di Boris Pasternak. La biografia più lunga è di Theodor Herzl, con 32 colonne, mentre la più lunga, tra quelle dedicate a personaggi non ebraici, è quella di Goethe.